# سوریکو
سوریکو (به ایتالیایی: Sorico) یک کومونه در ایتالیا است که در استان کومو واقع شده‌است.

## خصوصیات
سوریکو ۲۳٫۳ کیلومترمربع مساحت و ۱٬۱۸۸ نفر جمعیت دارد.